# Sol Duc River

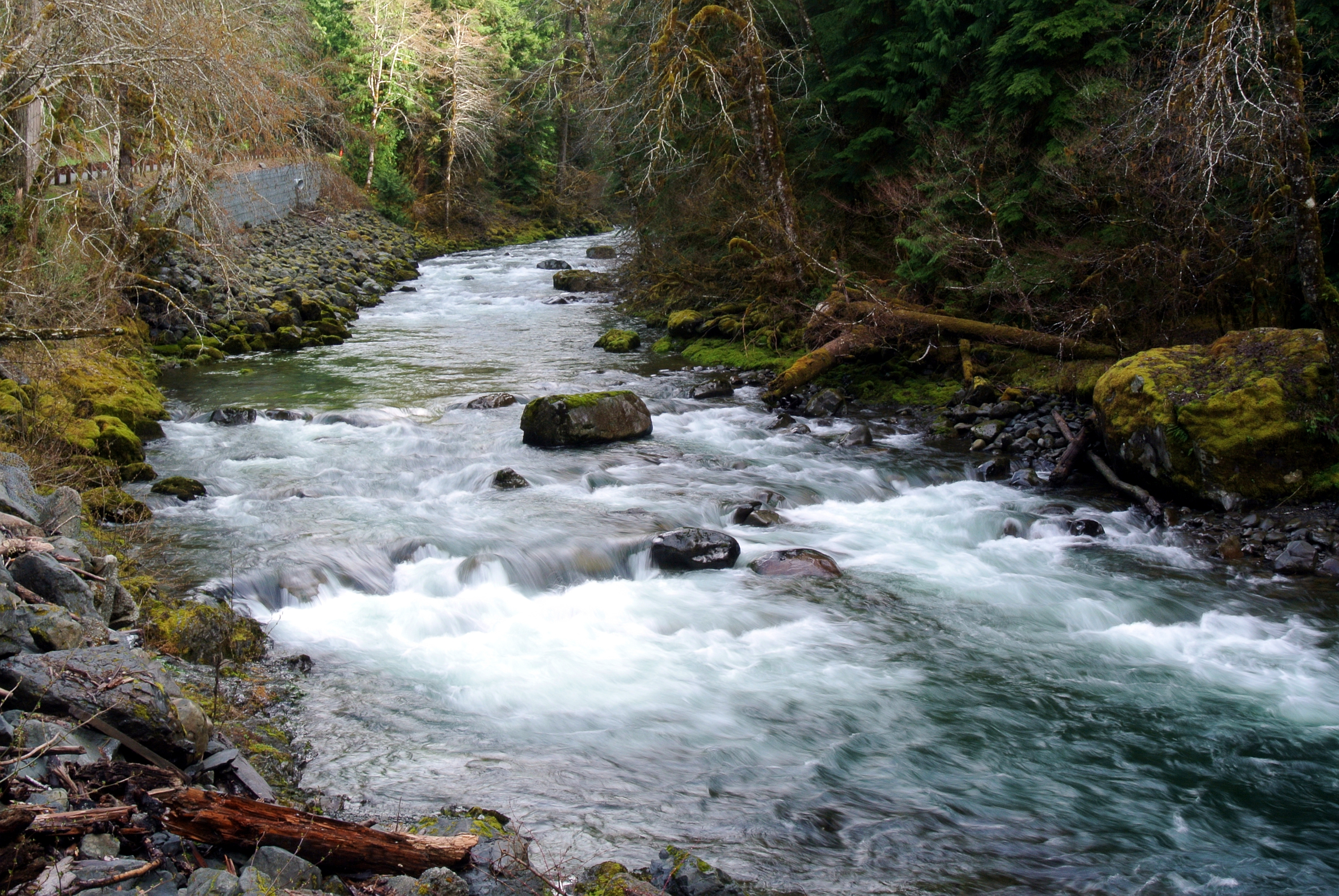
Sold Duc river

La Sol Duc River est un cours d'eau de 104,9 km de long qui s'écoule dans l'État de Washington au nord-ouest des États-Unis.

## Étymologie
Alors qu'avant 1992, la rivière se nommait Soleduck, le nom fut ensuite modifié en Sol Duc par les services géographiques de l'État de Washington. Ce nom provient d'un terme amérindien signifiant « eaux étincelantes ».

## Description
La rivière s'écoule sur la péninsule Olympique. Elle prend sa source à l'ouest des montagnes Olympiques au sein du parc national Olympique. Dans le parc, le cours d'eau passe au niveau de cascades (Sol Duc Falls). Elle sort ensuite du parc et s'écoule au sein de la vallée Sol Duc.
Elle rejoint finalement la Bogachiel River pour former la Quillayute River. Ce dernier cours d'eau termine sa course dans l'océan Pacifique près de la localité de La Push après être à nouveau rentré dans le parc national. Bien que long de quelques kilomètres, la Quillayute River dispose d'un débit très important grâce à ses affluents. Son bassin hydrographique est ainsi le plus important en termes de superficie au nord de la péninsule Olympique (1 630 km2 dont 570 km2 pour la Sol Duc.).
Les deux principaux affluents de la rivière sont le bras nord (North Fork Sol Duc River) et le bras sud (South Fork Sol Duc River). Les autres affluents se nomment Bear Creek (littéralement « ruisseau de l'ours »), Beaver Creek (littéralement « ruisseau du castor ») et Lake Creek (littéralement « ruisseau du lac »).
Le débit du cours d'eau varie fortement selon la période de l'année. Il est d'environ 104,75 m3/s en hiver mais de 12,74 m3/s en été. Le débit moyen annuel est de 37 m3/s, le maximum mesuré 588,85 m3/s et le minimum 4,39 m3/s,.
La forêt où s'écoule la rivière est protégée au sein du parc national. Par contre, en dehors du parc, la forêt est exploitée grâce à sa grande richesse en arbres.

### Affluents
Liste des affluents de la source à la confluence, (avec entre parenthèses, le côté de la confluence des affluents pour une personne descendant le courant) :
- Blackwood Creek (gauche)
- Munden Creek (gauche)
- Alkee Creek (gauche)
- South Fork Sol Duc River (gauche)
  - Tom Creek (gauche)
- North Fork Sol Duc River (droite)
- Goodman Creek (gauche)
- Camp Creek (gauche)
- Kugel Creek (gauche)
- Bear Creek (droite)
- Beaver Creek (droite)
- Bockman Creek (gauche)
- Lake Creek (droite)
- Shuwah Creek (gauche)
  - Maxfield Creek (gauche)
- Tassel Creek (gauche)
- Sanderson Creek (droite)

## Milieu naturel
La rivière constitue un écosystème très important pour de nombreuses espèces de poissons comme la truite arc-en-ciel mais aussi les cinq espèces de saumons du Pacifique comme le saumon Chinook, le saumon Coho et le saumon Sockeye,.